# Henderson (Caroline du Nord)
Pour les articles homonymes, voir Henderson.
La ville de Henderson est le siège du comté de Vance, situé en Caroline du Nord, aux États-Unis.

## Démographie
| 1860 | 1870  | 1880  | 1890  | 1900  | 1910  |
| ---- | ----- | ----- | ----- | ----- | ----- |
| 186  | 1 635 | 1 421 | 4 191 | 3 746 | 4 503 |

| 1920  | 1930  | 1940  | 1950   | 1960   | 1970   |
| ----- | ----- | ----- | ------ | ------ | ------ |
| 5 222 | 6 345 | 7 647 | 10 996 | 12 740 | 13 896 |

| 1980   | 1990   | 2000   | 2010   | - | - |
| ------ | ------ | ------ | ------ | - | - |
| 13 522 | 15 655 | 16 095 | 15 368 | - | - |

## Personnalités liées à la ville
- Stanley Eric Reinhart (1893-1975), officier de carrière de l'armée américaine, y est mort.
- Ben E. King (1938-2015), chanteur de rhythm and blues américain, y est né.

## Source
- (en) Cet article est partiellement ou en totalité issu de l’article de Wikipédia en anglais intitulé « Henderson, North Carolina » (voir la liste des auteurs).